# Immensen
Immensen is een dorp in de Duitse gemeente Lehrte, deelstaat Nedersaksen. Het telde 2.412 inwoners per 31 december 2016.
De naam van het in de 14e eeuw ontstane dorp is afgeleid van Immenhausen (Bijenhuizen), wat de aanwezigheid van een bij in het dorpswapen  verklaart. Een ridderlijk geslacht, dat vanaf die tijd te Immensen woonde, had ook zo'n bij in het familiewapen.
Immensen ligt ruim 5 km ten oost-noordoosten van het stadje Lehrte. Aan de spoorlijn Berlijn - Lehrte deelt Immensen met buurdorp Arpke een klein station, Station Immensen-Arpke, 8 km verwijderd van Station Lehrte.

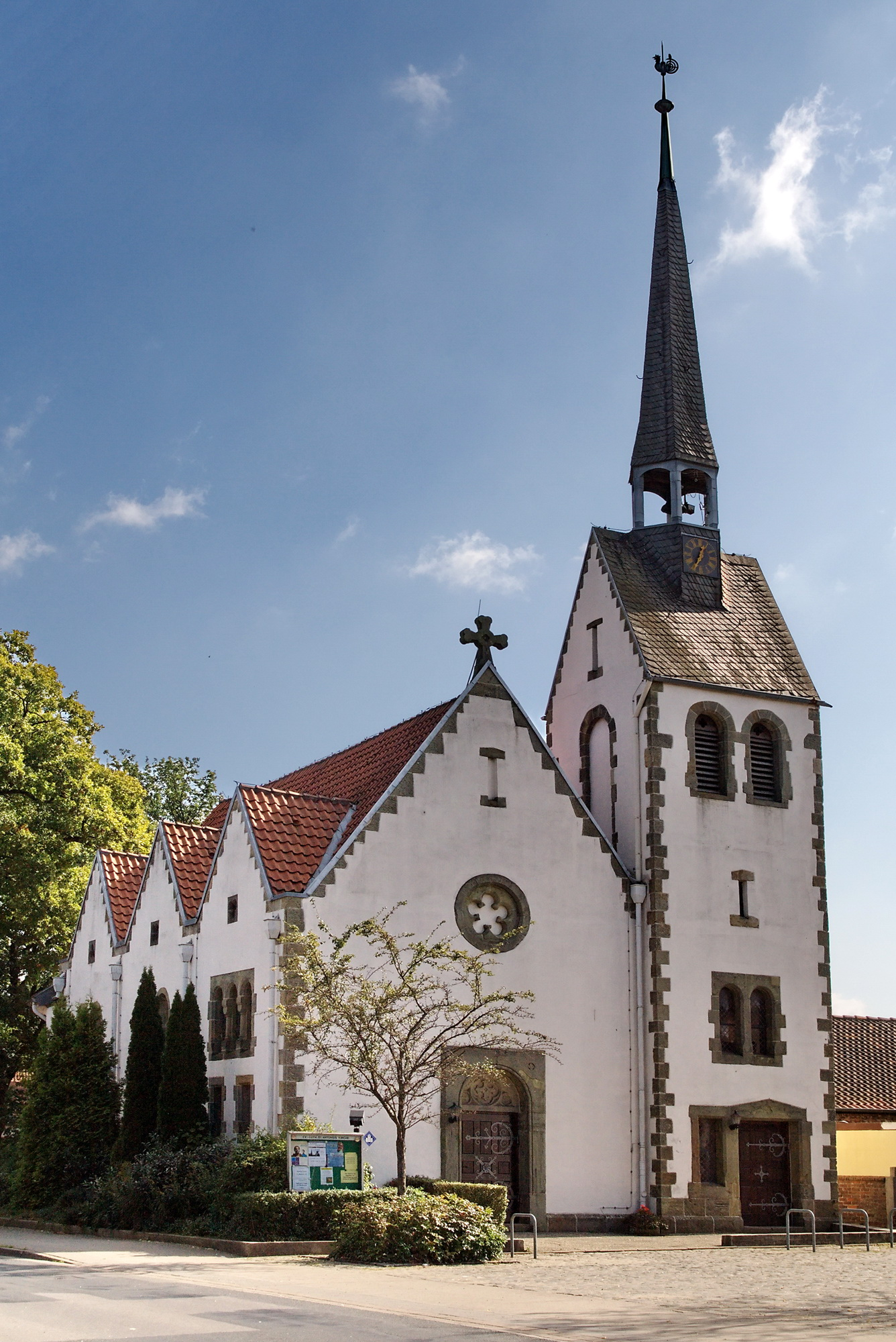
Sint-Antoniuskerk
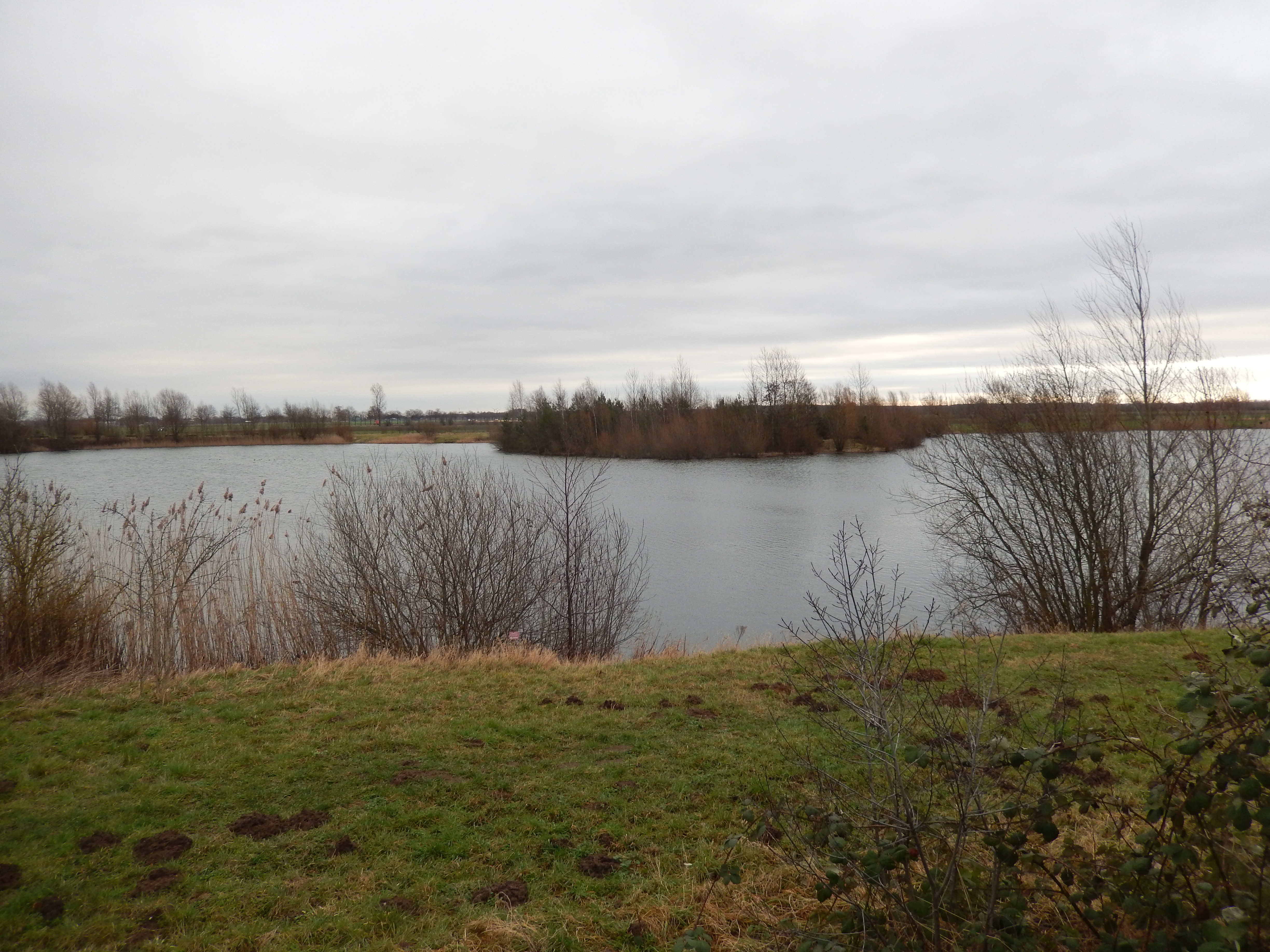
Immenser Teich

De evangelisch-lutherse Sint-Antoniuskerk werd in neoromaanse stijl ontworpen door de beroemde architect Conrad Wilhelm Hase. Het kerkgebouw dateert van het jaar 1878.
De als zand- of grindgroeve ontstane Immenser See of Immenser Teich is een 6 hectare groot meertje. Waterrecreatie op en in het meertje, alsmede hengelen daarin is aan strenge beperkingen gebonden. Het meertje is aangewezen als reservaat en kweekvijver voor de beschermde Europese rivierkreeft.